# بلغة تيمور
بلغة تيمور هي قرية في مقاطعة ميانة، إيران. عدد سكان هذه القرية هو 226 في سنة 2006.